# 維達隕石坑

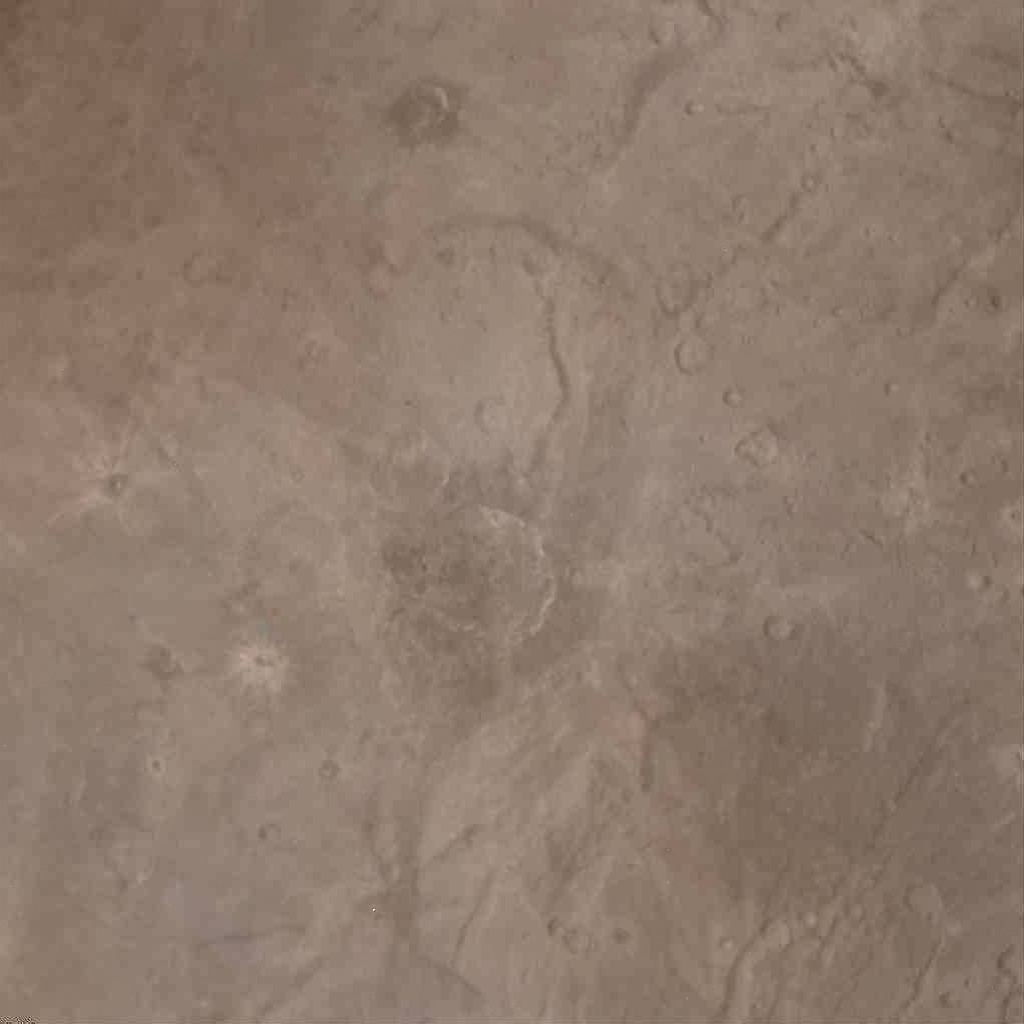
以雷普利陨石坑为中心的冥卫一照片，诺斯托摩峡谷在雷普利陨石坑的垂直对面。维达陨石坑在12点钟方向，欧嘉纳陨石坑则在9点钟方向。

维达（英語：Vader）是冥王星的卫星冥卫一上的陨石坑，由美国航空航天局的新视野号空间探测器在前往冥王星途中发现。以《星球大战》系列中的反派人物达斯·维达命名。